# Actenotis diasema
Actenotis diasema är en fjärilsart som beskrevs av Turner 1935. Actenotis diasema ingår i släktet Actenotis och familjen plattmalar. Inga underarter finns listade i Catalogue of Life.